# Simonsmühle (Gnotzheim)

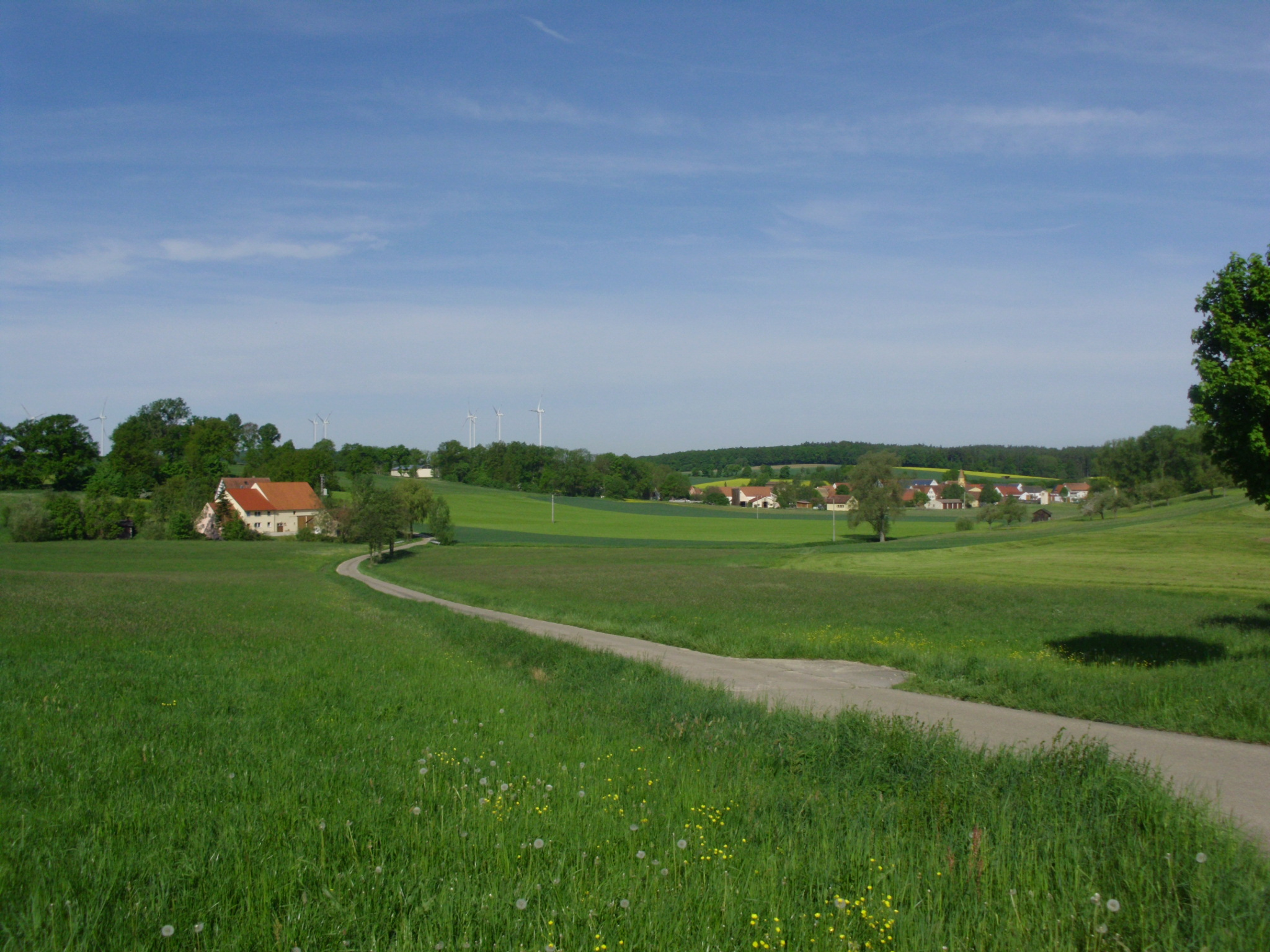
Simonsmühle (links) und Nordstetten

Simonsmühle ist ein Gemeindeteil des Marktes Gnotzheim im Landkreis Weißenburg-Gunzenhausen (Mittelfranken, Bayern). Simonsmühle liegt in der Gemarkung Gnotzheim.

## Lage
Die Einöde befindet sich nördlich von Gnotzheim am Wurmbach, hier auch Gnotzheimer Mühlgraben genannt. Nordwestlich bzw. nordöstlich liegen die Gunzenhausener Gemeindeteile Nordstetten und Steinacker. Zur einstigen Mühle zweigt von der Bundesstraße 466 in Richtung Westen ein Fahrweg ab, der weiter nach Nordstetten bzw. zum Gnotzheimer Gemeindeteil Weilerau führt.

## Ortsnamendeutung
Der Ortsnamenforscher Robert Schuh deutet den Namen als „Mühle eines Simon“, wobei er einen Mühlenbesitzer dieses Namens nicht nachweisen konnte.

## Geschichte
Die Mühle ist erstmals in einem um 1370 entstandenen oettingschen Beleg genannt, wo es heißt, dass Abgaben von der „Nider mül“ an das oettingsche Amt Spielberg  zu leisten sind (in Unterscheidung zur Obermühle, der „Rangmühle“). Das nach 1657 angelegte Salbuch des oettingschen Amtes Spielberg nennt die Mühle von Hans Nider, der als „Vnter Müller“ bezeichnet wird. 1719 und 1739 wird sie als „Nordstettenermühl“ bezeichnet; Nordstetten liegt in unmittelbarer Nachbarschaft der Mühle. 1764 hauste der Müller Simon Huber auf der Mühle. Bis 1802 bewirtschaftet der Müller Johannes Brand die Simonsmühle. 1807 ist wiederum von der „Untern Mühl“ die Rede, auf der Xaver Meyer sitzt. Für 1808 heißt es, dass Caspar Pfuff aus Filchenhard die Simonsmühle innehat, auf der vorher Xaver Meyer gesessen sei. 1823 verkauft Xaver Meyer die Mühle an Müllermeister Anton Bauer aus Herblingen bei Fremdingen. 1833 wird unter der Weilerau-Hausnummer 10 die „Simons- oder Untermühl“ aufgeführt.
Am Ende des Heiligen Römischen Reichs hieß es, dass die Untertanenfamilie auf der Mühle dem Oberamt und Hochgericht Spielberg unterstand und zur katholischen Pfarrei Gnotzheim gehörte. 1806 kam die Mühle zum Königreich Bayern und wurde dort 1808 dem Steuerdistrikt Gnotzheim im Landgericht Heidenheim zugeschlagen, dem noch Gnotzheim selbst, Spielberg, Weilerau und die Letzleinsmühle angehörten. Dieser Steuerdistrikt wurde 1811 in die Ruralgemeinde Gnotzheim umgewandelt.
1832 hieß es von der Mühle, dass sie zwei Mahlgänge und einen Lohgang (Gerbgang) besaß.
1842 wurde Gnotzheim mit den beiden Mühlen und Weilerau unter Abgang von Spielberg eine selbständige Ruralgemeinde. Daran änderte auch die Gebietsreform in Bayern nichts – außer dass Spielberg am 1. April 1971 wieder zu Gnotzheim kam und die Gemeinde Gnotzheim und mit ihr die Simonsmühle seit dem 1. Juli 1972 im vergrößerten Landkreis Weißenburg-Gunzenhausen liegt.
Heute besteht der Ort aus den beiden Anwesen Simonsmühle 1 und Simonsmühle 2.

### Einwohnerzahlen
- 1818: 2 Einwohner[10]
- 1824: 4 Einwohner, 1 Anwesen[10]
- 1829: 2 Einwohner[14]
- 1855: Müllermeister Anton Bauer[15]
- 1861: 3 Einwohner, 3 Gebäude[16]
- 1950: 4 Einwohner, 1 Anwesen[10]
- 1961: 5 Einwohner, 1 Wohngebäude[17]
- 1987: 7 Einwohner[18]
- 30. Juni 2011: 9 Einwohner[19]